# Bảo tàng Khảo cổ học ở Wrocław
Bảo tàng Khảo cổ học ở Wrocław (tiếng Ba Lan: Muzeum Archeologiczne we Wrocławiu) là một bảo tàng tọa lạc tại số 9 Phố Cieszyńskiego, Wrocław, Ba Lan. Bảo tàng là một trong sáu chi nhánh của Bảo tàng Thành phố Wrocław. Cùng với Bảo tàng Quân đội ở Wrocław, Bảo tàng Khảo cổ học ở Wrocław nằm trong một quần thể các tòa nhà của Kho vũ khí thành phố thời Trung cổ. Bảo tàng chuyên về khảo cổ học ở Silesia và là một trong những bảo tàng lâu đời nhất thuộc loại này ở Châu Âu. Sứ mệnh của Bảo tàng Khảo cổ học ở Wrocław là thu thập và phát triển các di tích khảo cổ học từ khu vực Silesia.

## Lịch sử
Bảo tàng Khảo cổ học ở Wrocław được thành lập vào năm 1815 và hoạt động không bị gián đoạn cho đến ngày nay, bất chấp những biến cố chiến tranh hỗn loạn hay những thay đổi về quốc tịch và biến đổi chính trị.

## Triển lãm
Bộ sưu tập của Bảo tàng Khảo cổ học ở Wrocław hiện đang bao gồm các hiện vật và kỷ vật thuộc giai đoạn từ thời kỳ đồ đá (500.000 năm trước) đến thời Trung cổ ở Silesia.
Ngoài các triển lãm thường trực, trong khuôn viên của Bảo tàng còn tổ chức nhiều triển lãm tạm thời, trong đó có các cuộc triển lãm nghệ thuật đương đại. Bên cạnh đó, sân của trụ sở Bảo tàng còn là nơi tổ chức nhiều sự kiện, lễ hội, biểu diễn sân khấu và hòa nhạc, chẳng hạn như các liên hoan nhạc thính phòng hàng năm: Arsenal Evenings hay Oktoberfest Alternative.